# 1978 en Suisse
Chronologie de la Suisse
- 1974
- 1975
- 1976
- 1977
- 1978
- 1979
- 1980
- 1981
- 1982

Chronologie de la Suisse 1977 en Suisse - 1978 en Suisse - 1979 en Suisse

## Gouvernement au1erjanvier 1978
- Conseil fédéral[1]:
  - Willi Ritschard PSS, président de la Confédération
  - Hans Hürlimann PDC, vice-président de la Confédération
  - Kurt Furgler PDC
  - Rudolf Gnägi UDC
  - Pierre Aubert PSS,
  - Ernst Brugger PRD
  - Georges-André Chevallaz PRD

## Évènements

### Janvier
Vendredi 13 janvier 
- Attentat à l’explosif contre la Cour suprême du canton de Berne. Des bureaux sont saccagés.

 Lundi 23 janvier 
- Décès à Lausanne, à l’âge de 77 ans, du journaliste Pierre Béguin.

 Dimanche 29 janvier 
- D’importantes chutes de neige se produisent un peu partout. Le record est observé au Tessin, avec 85 cm de neige tombée en 24 heures. Le Simplon est infranchissable, tant par le tunnel que par la route.

 Mardi 31 janvier 
- Albert Mermoud, directeur-fondateur de La Guilde du Livre, à Lausanne, signe un contrat de vente avec la maison d’édition France Loisirs.

### Février
Samedi 25 février 
- Pour la première fois de son histoire, le HC Bienne est champion de Suisse de hockey-sur-glace.

 Dimanche 26 février 
- Votations fédérales. Le peuple rejette, par 1 104 292 non (61,3 %) contre 696 501 oui (38,7 %), l'initiative populaire « Démocratie dans la construction des routes nationales ».
- Votations fédérales. Le peuple approuve, par 1 192 144 oui (65,6 %) contre 625 566 non (34,4 %), la modification de la loi fédérale sur l'assurance-vieillesse et survivants (AVS).
- Votations fédérales. Le peuple rejette, par 377 017 non (20,6 %) contre 1 451 220 oui (79,4 %), l'Initiative populaire « Abaissement de l'âge donnant droit aux prestations de l'AVS »
- Votations fédérales. Le peuple approuve, par 1 172 130 oui (68,4 %) contre 542 634 non (31,6 %), l’arrêté fédéral concernant l'article conjoncturel de la constitution.

### Mars
Jeudi 2 mars 
- Le cercueil de Charlie Chaplin est enlevé durant la nuit au cimetière de Corsier-Vevey par deux malfaiteurs qui tentent vainement d’obtenir une rançon de la famille.

 Dimanche 5 mars 
- Élections cantonales dans le canton de Vaud. Jean-François Leuba (PLS), Marcel Blanc (UDC), Édouard Debétaz (PRD), Claude Perey (PRD) et Raymond Junod (PRD) sont élus au Conseil d’État lors du 1er tour de scrutin.

 Mercredi 8 mars 
- Élections cantonales dans le canton de Vaud. Pierre Aubert (PSS) et André Gavillet (PSS) sont élus tacitement au Conseil d’État.

 Mercredi 22 mars 
- 620 des 840 collaborateurs de la fabrique de pneus Firestone à Pratteln reçoivent leur congé pour fin juin.

 Mercredi 29 mars 
- Décès à Tyr, à l’âge de 46 ans, de l’auteur dramatique Louis Gaulis.

### Avril
Mardi 4 avril 
- Mise en service du nouveau billet de 1 000 francs consacré au psychiatre Auguste Forel.

 Mercredi 12 avril 
- Vernissage, au Musée historique de l'Ancien-Évêché à Lausanne, de l’exposition rétrospective Georges Borgeaud : quarante ans de peinture.

 Samedi 15 avril 
- Sept mille personnes manifestent contre l’introduction d’une Police fédérale de sécurité sur la place Fédérale à Berne.

 Jeudi 20 avril 
- Inauguration de la 1re étape du transfert de l’École polytechnique fédérale de Lausanne à Dorigny.

 Dimanche 23 avril 
- Élections cantonales à Berne. Robert Bauder (PRD), Henri Sommer (PSS), Gotthelf Bürki (PSS), Kurt Meyer (PSS), Ernst Jaberg (UDC), Henri-Louis Favre (PRD), Ernst Blaser (UDC), Werner Martignoni (UDC) et Bernhard Müller (UDC) sont élus au Conseil d’État lors du 1er tour de scrutin.

### Mai
Lundi 8 mai 
- L’entreprise Firestone annonce la fermeture de son site Pratteln (BL). Six cents personnes perdent leur emploi.

 Dimanche 21 mai 
- Inauguration du Musée suisse en plein air à Ballenberg, près de Brienz.

 Samedi 27 mai 
- Le FC Grasshopper s’adjuge, pour la dix-septième fois de son histoire, le titre de champion de Suisse de football.

 Dimanche 28 mai 
- Votations fédérales. Le peuple rejette, par 963 862 non (52,1 %) contre 886 376 oui (47,9 %), la loi fédérale réglementant l'heure en Suisse (introduction de l’heure d’été).
- Votations fédérales. Le peuple approuve, par 971 908 oui (54,8 %) contre 801 167 non (45,2 %), la loi sur le tarif des douanes.
- Votations fédérales. Le peuple rejette, par 1 233 149 non (68,8 %) contre 559 103 oui (31,2 %), la loi fédérale sur la protection de la grossesse et le caractère punissable de son interruption.
- Votations fédérales. Le peuple rejette, par 1 037 020 non (56,7 %) contre 792 458 oui (43,3 %), la loi fédérale sur l'aide aux hautes écoles et la recherche.
- Votations fédérales. Le peuple rejette, par 1 191 204 non (63,7 %) contre 678 162 oui (36,3 %), l'initiative populaire « pour douze dimanches par année sans véhicules à moteur ni avions »

 Mercredi 31 mai 
- Inauguration à Saillon d’un monument en souvenir de L'Inconnue du Rhône, une femme retrouvée sans tête dans le fleuve en 1978 et dont l’identité n’a jamais pu être établie.

### Juin
Samedi 3 juin 
- Inauguration du Musée gruérien à Bulle.

 Mercredi 7 juin 
- Ouverture à Lausanne de Computer 78, premier salon d’informatique en Suisse romande.

 Mercredi 21 juin 
- Ouverture de la 69e Fête fédérale de gymnastique à Champel et à Vessy (GE).

 Vendredi 23 juin 
- Le Belge Paul Wellens remporte le Tour de Suisse cycliste

 Jeudi 29 juin 
- Début de la première Fête du blé et du pain à Échallens.

### Juillet
Samedi 1er juillet 
- Le Canton de Bâle-Campagne est le premier à introduire le vote par correspondance pour tous les citoyennes et citoyens.

 Jeudi 6 juillet 
- Visite officielle de Kurt Waldheim, secrétaire général des Nations unies.

 Dimanche 9 juillet 
- Première Schubertiade, organisée par la Radio suisse romande à Champvent (VD).

### Août
Lundi 7 août 
- Les intempéries qui frappent le Tessin causent la mort de 9 personnes.

 Mardi 8 août 
- Les intempéries provoquent la mort de sept personnes au Tessin.

 Vendredi 25 août 
- Un individu menace de faire sauter un Boeing 707 de la TWA qui vient de se poser à l’aéroport de Genève, en provenance de New York avec 89 personnes à bord. Il exige notamment la libération de Rudolf Hess. Tous les passagers et membres de l'équipage quittent l'avion sains et saufs.

### Septembre
Dimanche 24 septembre 
- Votations fédérales. Le peuple approuve, par 1 309 841 oui (82,3 %) contre 281 873 non (17,7 %), l’arrêté fédéral sur la création du canton du Jura.

 Vendredi 29 septembre 
- Dernier numéro du quotidien alémanique Die Tat, fondé en 1953 par Gottlieb Duttweiler, qui cesse de paraître.

 Samedi 30 septembre 
- Réunie à Brugg (AG), l’assemblée des délégués du Club alpin suisse décide l’ouverture du club aux femmes.

### Octobre
Mercredi 4 octobre 
- Mise en service du nouveau billet de 50 francs à l’effigie du naturaliste Conrad Gessner.

 Dimanche 22 octobre 
- Sept personnes périssent dans l’incendie d’une caravane dans le canton de Schwytz.

### Novembre
Samedi 11 novembre 
- Entre 2 000 et 3 000 ouvriers et petits industriels de l’Arc jurassien manifestent à Berne à l’appel du Comité pour la sauvegarde de l'emploi dans les entreprises horlogères et maisons d'exportation.

 Dimanche 19 novembre 
- Élections cantonales dans le Jura. François Lachat (PDC) est élu au Gouvernement lors du 1er tour de scrutin.
- Inauguration à Martigny de la Fondation Pierre Gianadda.

 Vendredi 24 novembre 
- Première à Bienne (BE) du film Les Faiseurs de Suisses, de Rolf Lyssy.

 Dimanche 26 novembre 
- Élections cantonales dans le Jura. Pierre Boillat (PDC), Jean-Pierre Beuret (Parti chrétien-social), François Mertenat (PSS) et Roger Jardin (radical réformiste) sont élus au Gouvernement lors du 2e tour de scrutin.

 Lundi 27 novembre 
- Décès à Berne, à l’âge de 86 ans, de l’écrivain Hans Albrecht Moser.

### Décembre
Dimanche 3 décembre 
- Votations fédérales. Le peuple approuve, par 1 092 586 oui (68,5 %) contre 502 405 non (31,5 %), l’arrêté sur l'économie laitière.
- Votations fédérales. Le peuple approuve, par 1 339 252 oui (81,7 %) contre 300 045 non (18,3 %), la loi fédérale sur la protection des animaux.
- Votations fédérales. Le peuple rejette, par 920 312 non (56,0 %) contre 723 719 oui (44,0 %), la loi fédérale sur l'accomplissement des tâches de la Confédération en matière de police de sécurité.
- Votations fédérales. Le peuple approuve, par 902 379 oui (56,0 %) contre 707 746 non (44,0 %), la nouvelle loi fédérale sur la formation professionnelle.
- Elections complémentaire en Valais. Bernard Comby (PRD) est élu au Conseil d’État lors du 1er tour de scrutin.

 Jeudi 7 décembre 
- Le Conseil national rejette un moratoire sur la construction des centrales nucléaires.

 Vendredi 8 décembre 
- Visite de Moshe Dayan, ministre des affaires étrangères d’Israël.

 Dimanche 10 décembre 
- Le microbiologiste suisse Werner Arber et les Américains Hamilton Smith et Daniel Nathans reçoivent le Prix Nobel de médecine pour la découverte de l’enzyme de restriction.

 Samedi 23 décembre 
- Ouverture de la télécabine Grindelwald-Männlichen, qui, avec une longueur de 6,2 km, est la plus longue du monde.